# Deutsche Einband-Meisterschaft 1988/89

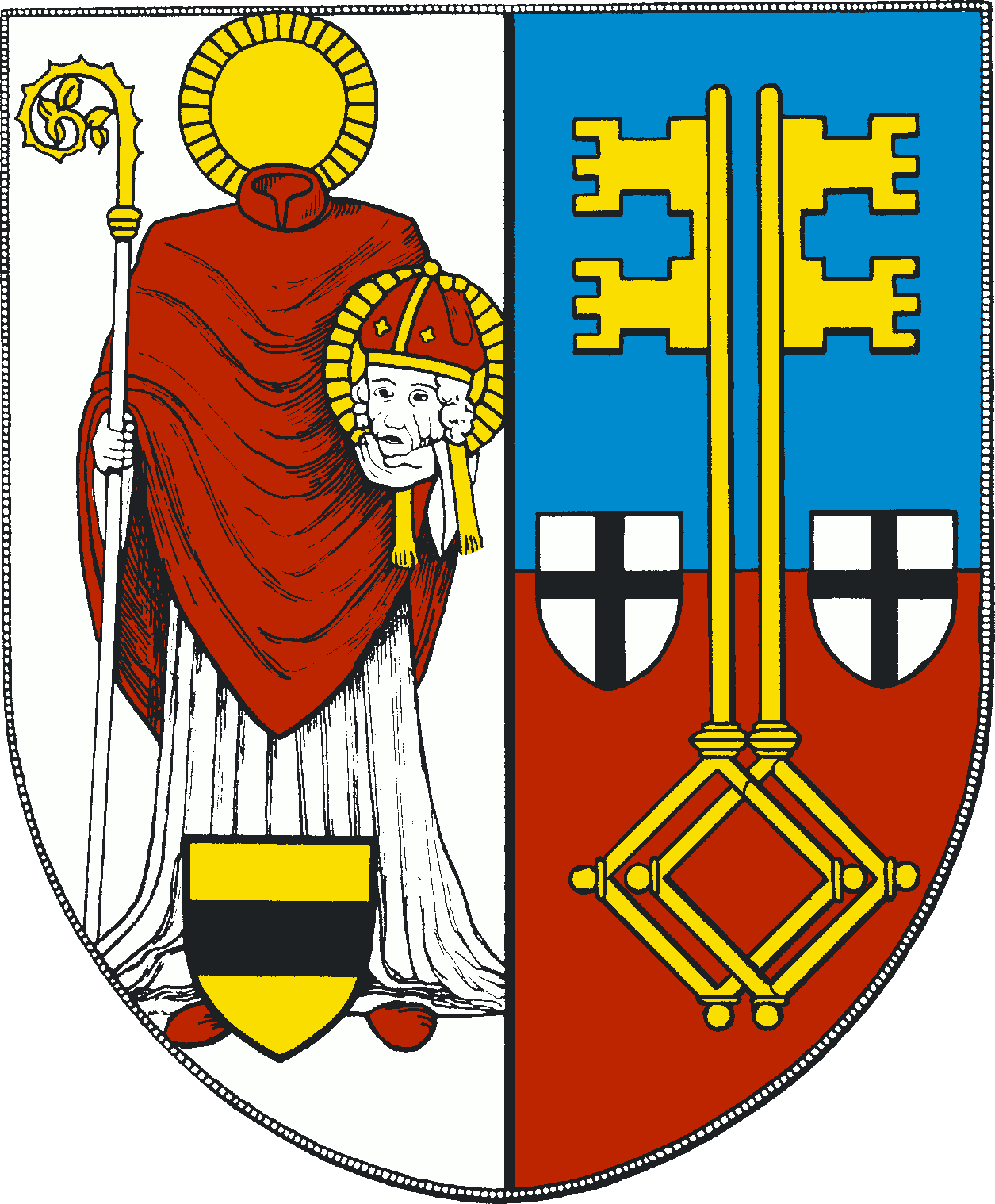
Veranstaltungsort: Krefeld

Die Deutsche Einband-Meisterschaft 1988/89 ist eine Billard-Turnierserie und fand vom 27. bis zum 28. Januar 1989 in Krefeld zum 35. Mal statt.

## Geschichte
Thomas Wildförster bezwang seinen Angstgegner im Einband Wolfgang Zenkner bereits in der Gruppenphase mit 100:15 in vier Aufnahmen und gewann die Gruppe. Danach war er nicht mehr zu bezwingen und gewann nach sechs zweiten Plätzen endlich den ersten deutschen Titel im Einband. Zweiter wurde der starke Nachwuchsspieler Fabian Blondeel aus Bochum vor Altmeister Günter Siebert.

## Modus
Gespielt wurde in den Gruppenspielen bis 100 Punkte oder 20 Aufnahmen. Ab dem Halbfinale bis 150 Punkte ohne Aufnehmenbegrenzung.
Die Endplatzierung ergab sich aus folgenden Kriterien:
1. Matchpunkte
2. Generaldurchschnitt (GD)
3. Bester Einzeldurchschnitt (BED)
4. Höchstserie (HS)

## Teilnehmer (nach Ausgangsklassement)
1. Wolfgang Zenkner (BSV München), Titelverteidiger
2. Günter Siebert (1. BSC Marl 1958/74)
3. Dieter Großjung (BF Horster-Eck Essen)
4. Thomas Wildförster (BF Horster-Eck Essen)
5. Axel Höpken (BG Hamburg)
6. Orhan Erogul (Billard Club Frankfurt 1912)
7. Fabian Blondeel (DBC Bochum)
8. Torsten Anders (BSV Velbert)

## Qualifikation
Die ersten drei Plätze der letzten Meisterschaft waren gesetzt. In drei Sichtungslehrgängen qualifizierten sich die drei Gruppensieger und die beiden Durchschnittsbesten für die Endrunde.
| # | Name                                       | MP  | GD   | BED  | HS |
| - | ------------------------------------------ | --- | ---- | ---- | -- |
| 1 | Orhan Erogul (Billard Club Frankfurt 1912) | 6:0 | 5,69 | 8,33 | 32 |
| 2 | Klaus Bosel (BC 1921 Elversberg)           | 4:2 | 5,86 | 7,50 | 30 |
| 3 | Klaus Müller (BC 1921 Elversberg)          | 2:4 | 4,79 | 6,25 | 27 |
| 4 | Dieter Steinberger (BC Kempten)            | 0:6 | 3,96 | –    | 25 |

| MP    | Match Punkte (Sieger = 2; Unentschieden = 1; Verlierer = 0) |
| SV    | Satzverhältnis (nur bei Turnieren im Satzsystem)            |
| Pkte. | Erzielte Karambolagen                                       |
| Aufn. | benötigte Aufnahmen                                         |
| GD    | Generaldurchschnitt                                         |
| MGD   | Mannschafts-Generaldurchschnitt                             |
| BED   | Bester Einzeldurchschnitt eines Spielers                    |
| BEMD  | Bester Einzeldurchschnitt einer Mannschaft                  |
| BSD   | Bester Satzdurchschnitt eines Spielers                      |
| HS    | Höchstserie                                                 |
| WRP   | Weltranglistenpunkte                                        |

| # | Name                                      | MP  | GD   | BED   | HS |
| - | ----------------------------------------- | --- | ---- | ----- | -- |
| 1 | Thomas Wildförster (BSV Velbert)          | 8:0 | 7,50 | 10,71 | 44 |
| 2 | Torsten Anders (BSV Velbert)              | 6:2 | 6,50 | 8,33  | 35 |
| 3 | Uwe Matuszak (Düsseldorfer Bfr. City 54)  | 4:4 | 6,33 | 8,33  | 44 |
| 4 | Dieter Wirtz (BSG Neudorf-Hochfeld 32/36) | 2:6 | 5,51 | 6,81  | 40 |
| 5 | Helmut Vehreschild (BC Alt-Kleef Kleve)   | 0:8 | 5,48 | –     | 27 |

| MP    | Match Punkte (Sieger = 2; Unentschieden = 1; Verlierer = 0) |
| SV    | Satzverhältnis (nur bei Turnieren im Satzsystem)            |
| Pkte. | Erzielte Karambolagen                                       |
| Aufn. | benötigte Aufnahmen                                         |
| GD    | Generaldurchschnitt                                         |
| MGD   | Mannschafts-Generaldurchschnitt                             |
| BED   | Bester Einzeldurchschnitt eines Spielers                    |
| BEMD  | Bester Einzeldurchschnitt einer Mannschaft                  |
| BSD   | Bester Satzdurchschnitt eines Spielers                      |
| HS    | Höchstserie                                                 |
| WRP   | Weltranglistenpunkte                                        |

| # | Name                               | MP  | GD   | BED   | HS |
| - | ---------------------------------- | --- | ---- | ----- | -- |
| 1 | Axel Höpken (BG Hamburg)           | 6:2 | 5,90 | 11,53 | 48 |
| 2 | Volker Baten (DBC Bochum)          | 6:2 | 5,22 | 8,82  | 79 |
| 3 | Fabian Blondeel (DBC Bochum)       | 4:4 | 7,58 | 16,66 | 73 |
| 4 | Harald Kutzki (BC Berolina Berlin) | 2:6 | 3,88 | 5,35  | 41 |
| 5 | Wolfgang Fischer (BC Stadtlohn)    | 0:8 | 3,73 | –     | 41 |

| MP    | Match Punkte (Sieger = 2; Unentschieden = 1; Verlierer = 0) |
| SV    | Satzverhältnis (nur bei Turnieren im Satzsystem)            |
| Pkte. | Erzielte Karambolagen                                       |
| Aufn. | benötigte Aufnahmen                                         |
| GD    | Generaldurchschnitt                                         |
| MGD   | Mannschafts-Generaldurchschnitt                             |
| BED   | Bester Einzeldurchschnitt eines Spielers                    |
| BEMD  | Bester Einzeldurchschnitt einer Mannschaft                  |
| BSD   | Bester Satzdurchschnitt eines Spielers                      |
| HS    | Höchstserie                                                 |
| WRP   | Weltranglistenpunkte                                        |

## Turnierverlauf

### Gruppenphase
| MP    | Match Points (Sieger = 2; Unentschieden = 1; Verlierer = 0) |
| Pkte. | Erzielte Karambolagen                                       |
| Aufn. | Benötigte Versuche                                          |
| GD    | Generaldurchschnitt                                         |
| BED   | Bester Einzeldurchschnitt eines Spielers                    |
| HS    | Höchstserie                                                 |
|       | Bester GD des Turniers                                      |
|       | Bester ED des Turniers                                      |
|       | Beste HS des Turniers                                       |
|       | 1. Platz (Gold)                                             |
|       | 2. Platz (Silber)                                           |
|       | 3. Platz (Bronze)                                           |

| Platz                     | Name               | MP  | Pkte. | Aufn. | GD    | BED   | HS |
| ------------------------- | ------------------ | --- | ----- | ----- | ----- | ----- | -- |
| 1                         | Thomas Wildförster | 6:0 | 300   | 22    | 13,63 | 25,00 | 81 |
| 2                         | Fabian Blondeel    | 4:2 | 294   | 33    | 8,90  | 8,33  | 38 |
| 3                         | Axel Höpken        | 1:5 | 185   | 38    | 4,86  | 6,66  | 28 |
| 4                         | Wolfgang Zenkner   | 1:5 | 159   | 33    | 4,81  | 6,66  | 42 |
| Gruppendurchschnitt: 7,44 |                    |     |       |       |       |       |    |

| Platz                     | Name            | MP  | Pkte. | Aufn. | GD   | BED  | HS |
| ------------------------- | --------------- | --- | ----- | ----- | ---- | ---- | -- |
| 1                         | Orhan Erogul    | 4:2 | 296   | 45    | 6,57 | 6,66 | 33 |
| 2                         | Günter Siebert  | 4:2 | 276   | 47    | 5,87 | 8,33 | 23 |
| 3                         | Torsten Anders  | 3:3 | 229   | 38    | 6,02 | 7,69 | 43 |
| 4                         | Dieter Großjung | 1:5 | 181   | 50    | 3,62 | 7,69 | 33 |
| Gruppendurchschnitt: 5,45 |                 |     |       |       |      |      |    |

### Finalrunde
| Halbfinale         |     |     |    |       |       |    |
| Thomas Wildförster | 2:0 | 150 | 16 | 9,37  | 9,37  | 81 |
| Günter Siebert     | 0:2 | 35  | 16 | 2,18  | –     | 10 |
| Orhan Erogul       | 0:2 | 116 | 21 | 5,52  | –     | 26 |
| Fabian Blondeel    | 2:0 | 150 | 21 | 7,14  | 7,14  | 24 |
| Spiel um Platz 3   |     |     |    |       |       |    |
| Günter Siebert     | 2:0 | 150 | 23 | 6,52  | 6,52  | 26 |
| Orhan Erogul       | 0:2 | 111 | 23 | 4,82  | –     | 30 |
| Finale             |     |     |    |       |       |    |
| Thomas Wildförster | 2:0 | 150 | 13 | 11,53 | 11,53 | 41 |
| Fabian Blondeel    | 0:2 | 105 | 13 | 8,07  | –     | 34 |

### Abschlusstabelle
| MP    | Match Punkte (Sieger = 2; Unentschieden = 1; Verlierer = 0) |
| SV    | Satzverhältnis (nur bei Turnieren im Satzsystem)            |
| Pkte. | Erzielte Karambolagen                                       |
| Aufn. | benötigte Aufnahmen                                         |
| GD    | Generaldurchschnitt                                         |
| MGD   | Mannschafts-Generaldurchschnitt                             |
| BED   | Bester Einzeldurchschnitt eines Spielers                    |
| BEMD  | Bester Einzeldurchschnitt einer Mannschaft                  |
| BSD   | Bester Satzdurchschnitt eines Spielers                      |
| HS    | Höchstserie                                                 |
| WRP   | Weltranglistenpunkte                                        |

| Klassement                | Klassement         | Klassement | Klassement | Klassement | Klassement | Klassement | Klassement | Klassement | Klassement |
| Platz                     | Name               | MP         | Pkte.      | Aufn.      | GD         | BED        | HS         |            |            |
| ------------------------- | ------------------ | ---------- | ---------- | ---------- | ---------- | ---------- | ---------- | ---------- | ---------- |
| 1                         | Thomas Wildförster | 10:0       | 600        | 51         | 11,76      | 25,00      | 81         |            |            |
| 2                         | Fabian Blondeel    | 6:4        | 549        | 67         | 8,19       | 8,33       | 38         |            |            |
| 3                         | Günter Siebert     | 6:4        | 461        | 86         | 5,36       | 8,33       | 26         |            |            |
| 4                         | Orhan Erogul       | 4:6        | 523        | 89         | 5,87       | 6,66       | 33         |            |            |
| 5                         | Torsten Anders     | 3:3        | 229        | 38         | 6,02       | 7,69       | 43         |            |            |
| 6                         | Axel Höpken        | 1:5        | 185        | 38         | 4,86       | 6,66       | 28         |            |            |
| 7                         | Wolfgang Zenkner   | 1:5        | 159        | 33         | 4,81       | 6,66       | 42         |            |            |
| 8                         | Dieter Großjung    | 1:5        | 181        | 50         | 3,62       | 7,69       | 33         |            |            |
| Turnierdurchschnitt: 6,38 |                    |            |            |            |            |            |            |            |            |